# Power Girl

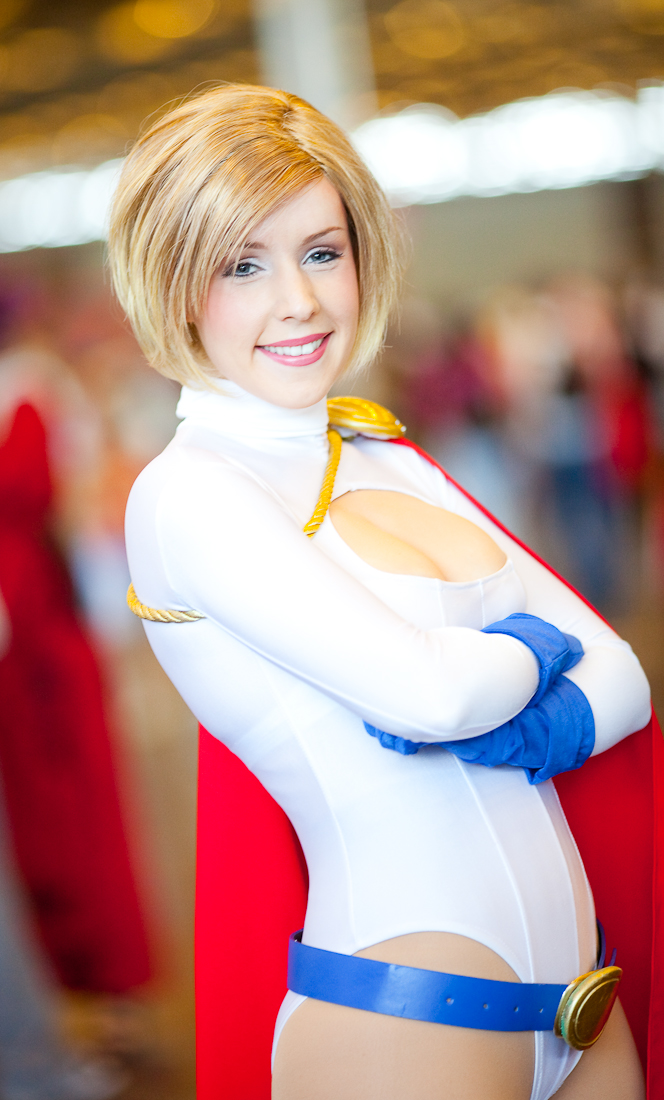
Fan im Power-Girl-Kostüm beim Cosplay (2010)

Power Girl ist eine Superheldenfigur des zu Time Warner gehörenden Verlages DC Comics. Der Charakter ist die Hauptfigur einer Reihe von Comicpublikationen und hat ferner eine Vermarktung in einer Reihe von Merchandising-Produkten wie Action-Figuren, Postern und Trading-Cards gefunden.

## Publikationsgeschichte
Nachdem Power Girl bereits seit 1976 als wiederkehrende Figur in den Geschichten um das Superhelden-Team der Justice Society of America in der Serie All Star Comics aufgetreten war, wurde die Figur 1988 erstmals in den Mittelpunkt einer eigenen, ihren Namen tragenden Publikation gestellt: Von Juni bis September 1988 veröffentlichte DC-Comics die vierteilige Miniserie Power Girl. Autor dieser Serie war Paul Kupperberg, die Zeichnungen wurden von Rick Hoberg und die Tuschezeichnungen von Arne Starr erledigt. Die Titelblätter der Serie gestaltete der Zeichner Kerry Gammill zusammen mit dem Inker Dick Giordano.
Ab Mai 2009 veröffentlichte DC eine fortlaufende Serie unter dem Titel Power Girl, die bis Oktober 2011 27 Ausgaben erreichte. Als Autor der ersten Ausgaben fungierte Jimmy Palmiotti, die Zeichnungen stammten von Armanda Conner. Zurzeit sind Mattes Sturges der Autor und Hendry Praesetya der Zeichner.

## Fiktive Figurenbiographie
Ursprünglich wurde die Figur Power Girl in dem Comicheft All Star Comics #58 vom Januar/Februar 1976 als Superhelden-Charakter vorgestellt. Innerhalb des von DC Comics entwickelten Konzeptes des so genannten Multiversums waren ihre Abenteuer zunächst auf der Erde-2 angesiedelt, einem sich in einem Paralleluniversum befindenden, leicht variierten Gegenstück zur Erde-1, auf der die Abenteuer der meisten bekannten DC-Helden wie Superman und Batman in ihren Standardversionen spielen.
Während der Superman auf Erde-1 (Kal-El) in den Comics der 1970er- und 1980er-Jahre ein Mann Anfang dreißig war, der gelegentlich von seiner jugendlichen Cousine  Supergirl unterstützt wurde, war der Superman auf Erde-2 (Kal-L) ein alter Mann in seinen Sechzigern, dem als Erde-2-Pendant zu Supergirl Power Girl als Cousine und Superhelden-Sidekick zur Seite stand.
Wie Supergirl stammte Power Girl in dieser „klassischen Version“ von Supermans Heimatplaneten Krypton. Vor der Zerstörung des Planeten wurde sie von ihrem Vater als Kleinkind in eine Rakete gesetzt und zur Erde geschickt. Auf der Erde legte sie ihren kryptonischen Namen Kara Zor-L ab und nahm die Identität Karen Starr an. Gleichzeitig begann sie unter dem Decknamen Power Girl eine Karriere als Superheldin. Beaufsichtigt wurde sie dabei von ihrem Cousin Superman, der in dieser Version sehr viel älter ist als sie, da die Rakete, die ihn zur Erde brachte, den Planeten sehr viel früher erreichte als ihre.
Wie alle Kryptonier verfügt Power Girl über Superstärke und die Fähigkeit, aus eigener Kraft zu fliegen. Im Gegensatz zu Supergirl, die eine Variation des bekannten Superman-Kostüms trägt, kleidet Power Girl sich in den meisten ihrer Abenteuer in ein weißes Kostüm mit rotem Cape, blauen Stiefeln und Handschuhen.
Im Zuge der Generalüberholung des DC-Universums in der zwölfteiligen Serie Crisis on Infinite Earths von 1985/1986 wurde auch die Hintergrundgeschichte von Power Girl generalüberholt. Anstatt auf Erde-2, die bis auf Weiteres abgeschafft worden war, fanden ihre Abenteuer fortan auf der einen übriggebliebenen Erde statt. Anstatt einer Außerirdischen vom Planeten Krypton war Power Girl nun eine Enkeltochter des Zauberers Arion aus dem sagenumwobenen Atlantis.
2006 wurde dies jedoch mit der Wiedereinführung des DC-Multiversums erneut revidiert, sodass die Figur in den seither erschienenen Comics abermals eine Überlebende des Planeten Kryptons des Universums der Erde-2 der Prä-Crisis-Zeit ist.
Als solche hat sie in etwa die gleichen Superkräfte und Schwächen wie Superman, ist allerdings immun gegen das Kryptonit dieses Universums.
Im Laufe der Zeit wurde die Figur Mitglied verschiedener Superhelden-Teams wie Birds of Prey, der Justice League Europe oder der Justice Society of America, welche von ihr sogar angeführt wurde.